# Castillejo de Martín Viejo
Castillejo de Martín Viejo is een gemeente in de Spaanse provincie Salamanca in de regio Castilië en León met een oppervlakte van 155,67 km². Castillejo de Martín Viejo telt 227 inwoners (1 januari 2016).

## Demografische ontwikkeling
Bron: INE, 1857-2011: volkstellingen